# Natalija Trocenko
Natalija Trocenko, ukr. Наталія Троценко (ur. 7 listopada 1984) – ukraińska sztangistka, dwukrotna mistrzyni Europy.
Największym jej sukcesem jest dwukrotne mistrzostwo Europy. Tytuły najlepszej zawodniczki Starego Kontynentu zdobyła w Lignano Sabbiadoro w 2008 roku i rok później w Bukareszcie. Startuje w kategorii do 53 kg.